# Gentil Diniz Barreto
Gentil Diniz Barreto (* 23. November 1910 in Olinda; † 9. Oktober 1988) war ein brasilianischer Geistlicher und römisch-katholischer Bischof von Mossoró.

## Leben
Gentil Diniz Barreto empfing am 23. Juni 1933 die Priesterweihe für das Bistum Nazaré.
Papst Johannes XXIII. ernannte ihn am 3. November 1960 zum Bischof von Mossoró. Der Erzbischof von Olinda e Recife, Carlos Gouvêa Coelho, spendete ihn am 21. September desselben Jahres die Bischofsweihe. Mitkonsekratoren waren João de Souza Lima OCist, Erzbischof von Manaus, und Otàvio Barbosa Aguiar, Bischof von Campina Grande.
Er nahm an der ersten, zweiten und vierten Sitzungsperiode des Zweiten Vatikanischen Konzils als Konzilsvater teil.
Am 14. März 1984 nahm Papst Johannes Paul II. seinen vorzeitigen Rücktritt an.